# Filip Šovagović
Filip Šovagović (Zagabria, 13 settembre 1966) è un attore e poeta croato.

## Filmografia parziale

### Cinema
- Josef (2011)
- Ljubavni život domobrana (2009)
- Metastaze (2009)
- Reality (2008)
- Naši sretni trenuci (2007)
- Živi i mrtvi (2007)
- Crveno i crno 2006)
- Kravata (2006)
- Put lubenica(2006)
- Pušća Bistra (2005)
- Ispod crte (2003)
- Infekcija (2003)
- Enklava 2002)
- Posljednja volja (2001)
- Polagana predaja (2001)
- No Man's Land (film 2001) (2001)
- Nebo, sateliti (2000)
- Srce nije u modi (2000)
- Promašaj (2000)
- Četverored (1999)
- Bogorodica (1999)
- Transatlantic (1998)
- Zavaravanje (1998)
- Tri muškarca Melite Žganjer (1998)
- Božić u Beču (1997)
- Pont Neuf (1997)
- Treća žena (1997)
- Rusko meso (1997)
- Puška za uspavljivanje (1997)
- Djed i baka se rastaju (1996)
- Isprani (1995)
- Mrtva točka (1995)
- Svaki put kad se rastajemo (1994)
- Kositreno srce (1994)
- Mor (1992.)
- Baka Bijela (1992)
- Đuka Begović (1991)
- Čaruga (1991)
- Krhotine - Kronika jednog nestajanja (1991)
- Posljednji valcer u Sarajevu (1990)
- Diploma za smrt (1989)
- Hamburg Altona (1989)
- Sokol ga nije volio (1988)
- Život sa stricem (1988)

### Televisione
- Špica (2012)
- Dome slatki dome (2010)
- Sposati... con figli (2009)
- Kazalište u kući (2007)
- Odmori se, zaslužio si 2006)
- Bitange i princeze (2005-2007)
- Žutokljunac (2005)
- Naša mala klinika 2004-2007)
- Naša kućica, naša slobodica (1999)
- Operacija Barbarossa (1990)
- Praški student (1990)

## Doppiatori italiani
- Enzo Avolio in No Man's Land